# Segura de los Baños
Segura de los Baños – gmina w Hiszpanii, w prowincji Teruel, w Aragonii, o powierzchni 54,15 km². W 2011 roku gmina liczyła 40 mieszkańców.